# リャンコ・エヴァンジェリスタ・シウヴェイラ・ネヴェス・ヴォイノヴィッチ
リャンコ（Лијанко、Lyanco）ことリャンコ・エヴァンジェリスタ・シウヴェイラ・ネヴェス・ヴォイノヴィッチ（セルビア語: Лијанко Еванжелиста Силвеира Невес Војновић, Lyanco Evangelista Silveira Neves Vojnović、発音: [ʋǒːjnoʋitɕ]、1997年2月1日 - ）は、ブラジル・エスピリトサント州ヴィトーリア出身のサッカー選手。アトレチコ・ミネイロ所属。ポジションはDF。

## クラブ歴
ブラジルのエスピリトサント州ヴィトーリアに生まれ、ボタフォゴFRの下部組織に在籍した。2015年1月に4年契約でサンパウロFCに移籍。7月1日にトップチームデビュー。プロ3試合目となったジョインヴィレEC戦では早くもスターティングイレブンに名を連ねて90分間フル出場をした。
2017年3月29日に同年夏からの5年契約でセリエAのトリノFCに移籍、移籍金は600万ユーロに加えて出来高とされている。シニシャ・ミハイロヴィチ監督の命で即座にチームに合流しトレーニングを重ねた。9月20日にセリエA初出場を記録した。
2019年1月31日、恩師のミハイロヴィッチが監督に就任したボローニャFCにシーズン終了までのレンタル移籍。レギュラーを掴み、セリエA残留に貢献した。
2021年8月25日、サウサンプトンFCと4年契約を結んだ。2023年8月29日、アル・ガラファにレンタル移籍。2024年7月5日、アトレチコ・ミネイロに移籍。

## 代表歴
2016年1月28日に公式twitterでセルビアサッカー協会からの要請に応じてセルビアのアンダー代表として出場することを発表。なお、A代表についてはブラジル代表を選択することも可能である。その後、ブラジルのアンダー代表としても2017 南米ユース選手権に出場した。

## 個人
- 父方の祖父は第二次世界大戦中に7歳でユーゴスラビアの現セルビア地域からブラジルへと移住した。母方はポルトガル系である[13]。

## 個人成績
2019年5月31日現在
| 2015     | サンパウロ | 34       | セリエA  | 9        | 0        | 2          | 0          | 11       | 0        |
| 2016     | サンパウロ | 19       | セリエA  | 12       | 1        | 1          | 0          | 13       | 1        |
| 2017     | サンパウロ |          | セリエA  | -        | -        | 1          | 0          | 1        | 0        |
| イタリア | イタリア   | イタリア | イタリア | リーグ戦 | リーグ戦 | オープン杯 | オープン杯 | 期間通算 | 期間通算 |
| 2017-18  | トリノ     | 97       | セリエA  | 4        | 0        | 2          | 0          | 6        | 0        |
| 2018-19  | トリノ     | 3        | セリエA  | 2        | 0        | 2          | 0          | 4        | 0        |
| 2018-19  | ボローニャ | 4        | セリエA  | 13       | 1        | 0          | 0          | 13       | 1        |
| 通算     | ブラジル   | ブラジル | セリエA  | 21       | 1        | 4          | 0          | 25       | 1        |
| 通算     | イタリア   | イタリア | セリエA  | 19       | 1        | 4          | 0          | 23       | 1        |
| 総通算   | 総通算     | 総通算   | 総通算   | 40       | 2        | 8          | 0          | 48       | 2        |

## タイトル

### クラブ
サンパウロ U-20
- U-20コパ・リベルタドーレス: 2016

### 代表
ブラジル U-23
- トゥーロン国際大会: 2019